# NGC 5408
NGC 5408 é uma galáxia irregular (IBm) localizada na direcção da constelação de Centaurus. Possui uma declinação de -41° 22' 43" e uma ascensão recta de 14 horas, 03 minutos e 21,0 segundos.
A galáxia NGC 5408 foi descoberta em 1834 por John Herschel.